# 78118 Bharat
78118 Bharat este un asteroid din centura principală de asteroizi.

## Descriere
78118 Bharat este un asteroid din centura principală de asteroizi. A fost descoperit pe 4 iulie 2002 la Goodricke-Pigott de Vishnu Reddy. El prezintă o orbită caracterizată de o semiaxă mare de 2,60 ua, o excentricitate de 0,19 și o înclinație de 16,8° în raport cu ecliptica.